# Kyz kuu

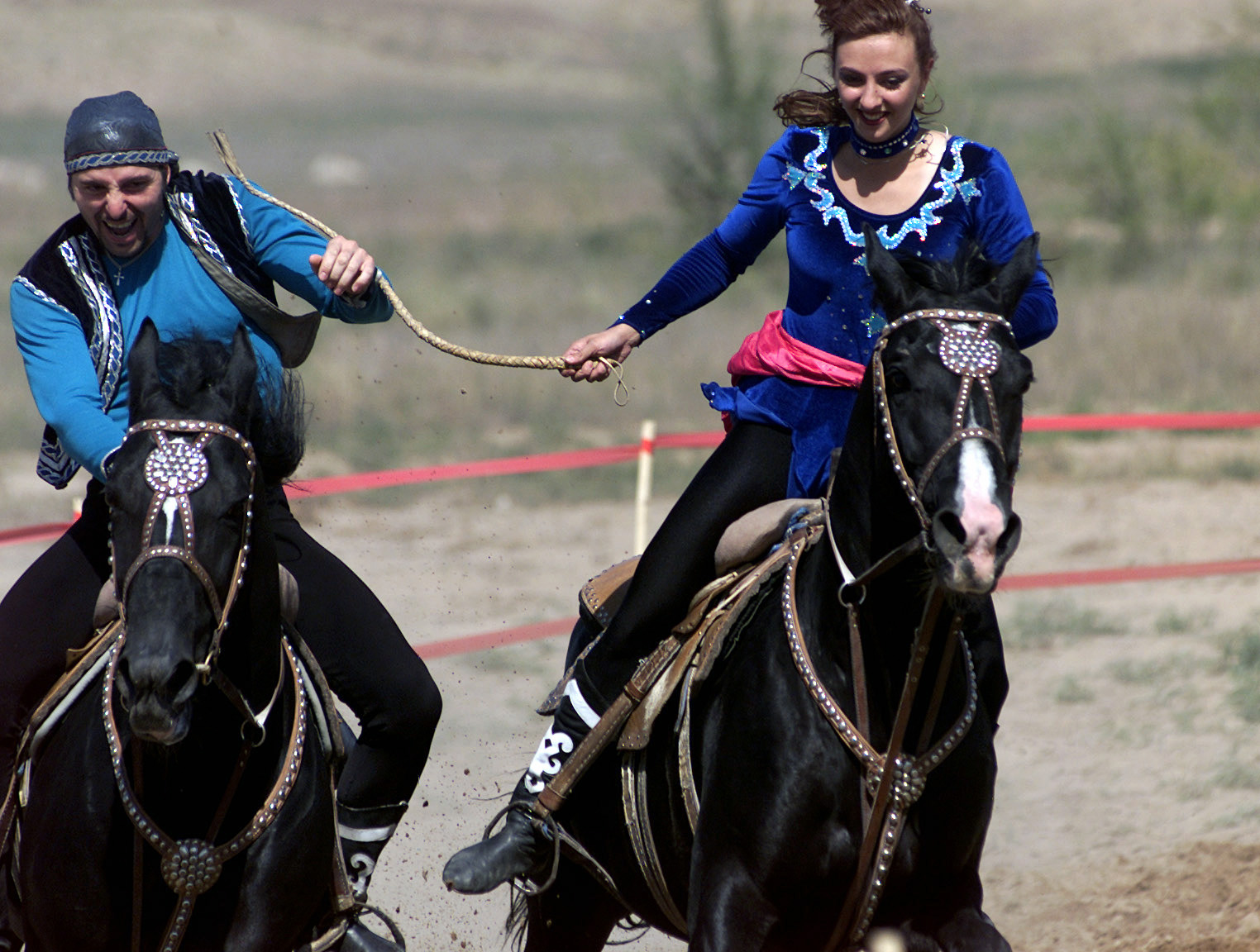
Jogadores de kyz kuu em vestes tradicionais cazaques. Na imagem, a rapariga venceu e atinge com o chicote o rapaz.

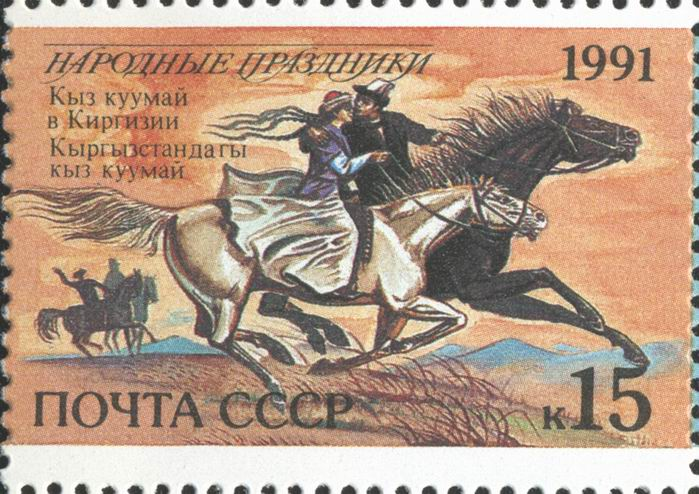
Kyz kuumai in Kyrgyzstan. Selo soviético de 1991, série "férias populares".

Kyz kuu (em azeri:  qız-qov, em cazaque:  қуу қыз, pronunciado [qəz qʊwəw]) ou kyz kuumai, (em quirguiz:  кыз куумай [qɯz quːmɑj]), literalmente "perseguição de meninas", é um esporte equestre tradicional entre os azeris, cazaques e quirguizes. Apresenta alguns elementos de corridas de cavalos (que por si só é conhecida localmente como a chabysh), mas é muitas vezes referido como um "jogo de beijos".

## O jogo
Um jogo é geralmente realizado da seguinte maneira: um jovem a cavalo espera em um determinado lugar (linha de partida). Uma mulher jovem, também montada a cavalo, passa a galope a uma determinada distância atrás do jovem. Quando a jovem passa pelo rapaz, ele pode iniciar o seu galope. A corrida dos dois é feita até uma meta, certa distância à frente. Se o jovem for capaz de apanhar o cavalo da jovem antes que ambos atinjam a linha de chegada, ele pode alcançá-la e roubar-lhe um beijo, o que constitui uma vitória para ele. No entanto, se a jovem não foi apanhada até ao momento em que chegar à meta, a jovem se vira e persegue o jovem de volta até à linha de partida. Se ela chegar a alcançar o jovem, ela pode usar o chicote para vencê-lo, o que significa uma vitória para ela.